# 56. pr. Kr.
◄ | 2. stoljeće pr. Kr. | 1. stoljeće pr. Kr. | 1. stoljeće | ►
◄ | 80-ih pr. Kr. | 70-ih pr. Kr. | 60-ih pr. Kr. | 50-ih pr. Kr. | 40-ih pr. Kr. | 30-ih pr. Kr. | 20-ih pr. Kr. | ►
◄◄ | ◄ | 59. pr. Kr. | 58. pr. Kr. | 57. pr. Kr. | 56 pr. Kr. | 55. pr. Kr. | 54. pr. Kr. | 53. pr. Kr. | ► | ►►
Astronomija

## Događaji
- Sporazum u gradu Lucci o podjeli vlasti u Rimskoj Republici
- Cezar zauzima prostore današnje Francuske i Belgije; Sporazum u gradu Lucci o podjeli vlasti u Rimskoj Republici između Krasa i Pompeja Velikog.